# 奧爾德里奇 (蒙大拿州)
奧爾德里奇（英語：Aldridge）是位於美國蒙大拿州帕克縣的鬼鎮。

## 歷史
奧爾德里奇的郵局於1896年設立，其後於1910年停運。

## 地理
奧爾德里奇所處的海拔為高於海平面1959米（即6427英呎），而該地所採用的時區為UTC-6，即北美山地時區（MST）。同時該地設有夏令時間，為UTC-7調快一小時，即UTC-6（MDT）。